# Sitamón
Sitamón, cuyo nombre significa "hija de Amón",  fue una princesa real de la XVIII Dinastía del Antiguo Egipto, que vivió hacia el año 1350 a. C. Otras formas de nombrarla: Satamón, Sitamen, Satamun...
Desconocemos la genealogía exacta de Sitamón, pero se la suele hacer hija del faraón Amenofis III y de su primera y más importante Gran Esposa Real, la reina Tiy. Otras fuentes piensan que en vez de ser hija de Amenofis III era su hermana (sería entonces hija de Tutmosis IV y de su Gran Esposa Real Iaret), aunque la versión más extendida en la actualidad es que fueran padre e hija.
Como primogénita de la pareja real, tuvo que ser una persona muy importante en el largo reinado de su padre. Al nacer sus hermanos varones, la costumbre dictaba que ella debería casarse en el futuro con ellos, por lo que fue educada convenientemente por su posible abuela, Tuya, la madre de la reina Tiy. El cariño que se profesaban ambas era evidente, pues al morir la anciana, Sitamón le donó tres bellas sillas para su tumba, la KV46.
En el año 30.º del reinado de Amenofis III, cuando se celebraba el jubileo del monarca (el célebre festival Heb Sed), el monarca decidió casarse con Sitamón, que por entonces debería de contar veinte años, más o menos. Esto debió de ser una gran sorpresa, sobre todo para el pueblo llano, pues nunca antes se habían dado casos de incesto padre-hija, o al menos eso se creía. Lo cierto es que las causas de que Amenofis III se casase a esas alturas con Sitamón, cuando su descendencia parecía asegurada ya por el futuro Akenatón, son un enigma. En teoría, y como ya se había dicho antes, Sitamón estaba destinada a casarse con su hermano, y no con su padre.
Tras este hecho, Sitamón prácticamente desaparece de escena, y no se vuelve a tener mención de ella hasta después de la muerte de su padre y marido, nueve años después de su matrimonio. Pese a ser ascendida al rango de Gran Esposa Real (cosa que no hizo Amenhotep III con el resto de las hijas con las que se casaría), nunca tuvo tanta importancia como su madre Tiy, ni ningún peso político conocido. Hay quien ha querido ver en Sitamón la "princesa rebelde" de la familia real, que odiaba a su hermano Akenatón y sus ideas religiosas, y se declaró adepta a los sacerdotes de Amón en detrimento de la creciente doctrina de Atón. Esto, por supuesto, no tiene ninguna prueba, a excepción de que, que se sepa, Sitamón nunca cambió su nombre con una clara alusión a Amón por uno a Atón.
También se ha planteado la teoría de que Sitamón podría ser la madre del faraón Tutankamón, el conocido rey-niño que deslumbró al mundo entero con las riquezas halladas en la KV62, su tumba. No hay datos que aseguren esto, ni ninguna mención a Sitamón en la KV62, y la hipótesis que hoy parece seguirse más, es que fuera el hijo de Akenatón y de una esposa secundaria. Por tanto, no se conoce descendencia cierta de Sitamón, si es que alguna vez la llegó a tener. Los pasos de esta misteriosa princesa y reina desaparecen, como los de tantas otras mujeres de la época, en medio de un mar de dudas. Ni siquiera conocemos su lugar de enterramiento, ni su momia está identificada.
|                |   |   |        |
| \| \| \| \| \| |   |   |        |
|                |   |   |        |
| G39            | t | i | mn · n |

| G39 | t | i | mn · n |

|                |   |   |        |
| \| \| \| \| \| |   |   |        |
|                |   |   |        |
| G39            | t | i | mn · n |

| G39 | t | i | mn · n |

 Sa-t-i-mn (Sitamón) Hija de Amón

## Títulos de Sitamón
- Gran Hija Real (hija primogénita).
- Gran Esposa Real (Esposa de Amenhotep III), en el año 30.º del reinado de Amenhotep III (fiesta Sed).